# Novotjeboksarsk
Novotjeboksarsk (russisk: Новочебоксарск, tr. Novotjeboksarsk; tjuvasjisk: Ҫӗнӗ Шупашкар) er en by i Republikken Tjuvasjien i Rusland. Novotjeboksarsk er Tjuvasjiens næststørste by med 120.499 (2024) indbyggere. Byen ligger på højre bred af Volga, omkring 17 km fra republikkens hovedstad Tjeboksary.

## Historie
Novotjeboksarsk blev grundlagt i 1960  og var oprindeligt en forstad til Tjeboksary. Baggrunden for grundlæggelsen var opførelsen af Tjeboksary-vandkraftværket ved Tjeboksary Volga-reservoiret i 1960'erne. I 1965 blev byen kaldt Novotjeboksark og havde bystatus. I 1971 blev Novotjeboksark direkte administrativt underordnet under Tjuvas ASSR. I 1983 oversteg indbyggertallet 100.000.
Den 2. marts 2008, sammenfaldende med præsidentvalget, blev der afholdt folkeafstemning i Tjeboksary og Novotjeboksarsk om at sammelægge de to byer. Dette projekt mislykkedes imidlertid, da 63% af inbyggerne i Tjeboksary, men kun 38% af indbyggerne i Novotjeboksark stemte for.

### Befolkningsudvikling
| År   | Indbyggere |
| ---- | ---------- |
| 1970 | 38.864     |
| 1979 | 85.307     |
| 1989 | 114.760    |
| 2002 | 125.857    |
| 2010 | 124.097    |

Note: Data fra folketællinger